# Jaroslav Kostoláni
Jaroslav Kostoláni (* 26. ledna 1962) je bývalý slovenský fotbalista, obránce. Po skončení aktivní kariéry působí jako trenér v nižších soutěžích.

## Fotbalová kariéra
V československé lize hrál za ZVL Žilina a FC Nitra. Dále hrál za Baník Prievidza. V československé lize nastoupil ve 140 utkáních a dal 2 góly.

## Ligová bilance
| Ročník                                   | Zápasy | Góly | Klub            |
| ---------------------------------------- | ------ | ---- | --------------- |
| 1. slovenská národní liga 1981/82        | 11     | 0    | Baník Prievidza |
| 1. slovenská národní liga 1983/84        | 7      | 0    | Baník Prievidza |
| 1. slovenská národní liga 1984/85        | 27     | 2    | Baník Prievidza |
| 1. československá fotbalová liga 1985/86 | 29     | 1    | ZVL Žilina      |
| 1. československá fotbalová liga 1986/87 | 25     | 0    | ZVL Žilina      |
| 1. československá fotbalová liga 1987/88 | 22     | 0    | ZVL Žilina      |
| 1. slovenská národní liga 1988/89        | 25     | 2    | ZVL Žilina      |
| 1. slovenská národní liga 1989/90        | -      | -    | ZVL Žilina      |
| 1. československá fotbalová liga 1989/90 | 14     | 1    | FC Nitra        |
| 1. československá fotbalová liga 1990/91 | 27     | 0    | FC Nitra        |
| 1. slovenská národní liga 1991/92        | -      | -    | FC Nitra        |
| 1. československá fotbalová liga 1992/93 | 23     | 0    | FC Nitra        |
| Corgoň liga 1993/94                      | 30     | 2    | FC Nitra        |
| CELKEM                                   |        |      |                 |